# Эйнион ап Оуайн
Эйнион ап Оуайн (валл. Einion ab Owain, ум. 984) — представитель Диневурской ветви, военачальник; сын Оуайна ап Хивела и внук Хивела Доброго. Когда его отец стал слишком стар, взял на себя командование войсками Дехейбарта.

## Биография
В «Хронике принцев» Эйнион упоминается как помощник Иаго Гвинеддского, изгнавшего ирландцев и их датских союзников из Уэльса в 966 году.
В следующем году Эйнион вторгся на полуостров Гоуэр, «как предлог», выступая против языческих викингов и их сторонников. Это вызвало ответный набег короля Оуайна ап Моргана из Гливисинга, который вернул Гоуэр под свой контроль, и вторжение короля Англии Эдгара, которое вынудило отца Эйниона, Оуайна, поклясться в верности ему в Каэрлеоне. Третий рейд, в 976 году, был немного успешнее: Эйнион совершил настолько разорительный поход, что тот вызвал голод. Однако брат Оуайна ап Моргана, Ител, победил его и восстановил потери владельцам.
В какой-то момент Эйнион ап Оуайн, возможно, захватил Брихейниог. В ответ король Хивел Гвинеддский при поддержке Элфхере Мерсийского в 980 и 981 годах совершил походы в Дехейбарт. Эйнион победил их в Ллануэноге и в Брихейниоге, но страна была сильно опустошена северянами и англичанами, а также набегом викингов на Сент-Дейвидс в 980 году или 982 году.
Эйнион ап Оуайн умер ранее своего отца, будучи убитым в Пенкод-Коллинне людьми Гливисинга и Гвента в 984 году. Ему наследовал его брат Маредид, а не один из его сыновей. Линия Эйниона восстановила трон при его внуке Хивеле около 1035 года.
Считается, что в честь Эйниона ап Оуайна был назван Порт Эйнона на полуострове Гоуэр.

## Семья
- Теудур ап Эйнион[12], убит в 993 году[13]
- Эдвин ап Эйнион убит в 993 году[13]
- Каделл ап Эйнион убит в 993 году[13]
- Гронуи ап Эйнион
- Гвенллиан, обычно, но, вероятно, ошибочно считается женой Элистана Глодрида[14]
- Гуладис [13]
- Марэд [13]

## Комментарии
1. ↑  По другим данным, в 982 году[4].